# Hideo Hiraoka
Pour les articles homonymes, voir Hiraoka.
Hideo Hiraoka (平岡 秀夫, Hiraoka Hideo), né le 14 janvier 1954 à Iwakuni, une ville de la préfecture de Yamaguchi, est un homme politique japonais, membre du Parti démocrate du Japon (PDJ). Il est élu de 2000 à 2012 à la Chambre des représentants, la chambre basse de la Diète du Japon, au scrutin majoritaire pour le 2e district de Yamaguchi de 2000 à 2005 et de 2008 à 2012, et à la proportionnelle dans le bloc législatif de Chūgoku de 2005 à 2008. Il est, du 2 septembre 2011 au 13 janvier 2012, ministre de la Justice dans le 95e Cabinet mené par Yoshihiko Noda.
Proche au sein du PDJ de l'ancien Premier ministre Naoto Kan, dont il est membre du groupe de pression, il dirige également depuis 2005, avec Shōichi Kondō, une petite faction interne au parti attachée à l'aspect pacifiste de la Constitution japonaise.

## Formation et carrière professionnelle
Le père de Hideo Hiraoka fut sous-chef du département des pompiers d'Iwakuni et dirigeant du Syndicat central des coopératives agricoles (JA-Zenchu ou Nōkyō) dans cette ville.
Il passe son enfance et toute sa scolarité dans sa ville natale, jusqu'au lycée dont il sort en mars 1972. Il intègre ensuite la faculté de droit de l'université de Tokyo, passe l'examen du barreau (司法試験, Shihō Shiken) en octobre 1975 et obtient son Bachelor of Laws (法学士, Hōgakushi) en mars 1976.
Un mois plus tard, il intègre le ministère du Trésor (ancêtre du ministère des Finances). Il est alors successivement directeur de l'office des impôts de Sakata dans la préfecture de Yamagata, détaché comme 1er secrétaire à l'ambassade de l'Inde à Tōkyō, directeur au Bureau des finances locales du Tōkai à Nagoya (préfecture d'Aichi) puis au Bureau régional des impôts nationaux de Tōkyō, conseiller au 3e bureau du Bureau de la Législation du Cabinet et finalement directeur de la section de l'impôt sur les sociétés au bureau de la taxation de l'Agence nationale des impôts.
Il quitte le ministère du Trésor en octobre 1998 pour devenir avocat. Il est admis au barreau de Yamaguchi le 20 décembre 1998, avant de rejoindre celui de la préfecture voisine de Hiroshima. Il ouvre un cabinet à Iwakuni, et parallèlement se lance en politique.

## Assise politique dans la préfecture de Yamaguchi

### Candidature à la mairie d'Iwakuni
Il se porte candidat sans étiquette à l'élection du maire d'Iwakuni du 25 avril 1999. Il est battu par un autre quadragénaire et ancien haut fonctionnaire, Katsusuke Ihara.

### Député
Il rejoint ensuite le Parti démocrate du Japon (PDJ), mouvement centriste voire du centre gauche et social-libéral, principale force d'opposition sur le plan national au Parti libéral-démocrate (PLD, droite conservatrice, au pouvoir alors au Japon pratiquement sans discontinuer depuis sa création en 1955 à l'exception d'un court interlude de 1993 à 1994).
Il est le candidat de ce parti aux élections législatives du 25 juin 2000, au scrutin uninominal majoritaire à un tour dans le 2e district de Yamaguchi, soit la côte sud-est de cette préfecture et comprenant Iwakuni. Il l'emporte alors face au sortant, un vétéran (68 ans, député depuis 1979 mais parlementaire depuis 1974) et personnalité importante du PLD, Shinji Satō, ancien ministre des Transports (de 1988 à 1989) puis du Commerce international et de l'Industrie (MITI, de 1996 à 1997) et fils de l'ancien Premier ministre Eisaku Satō (qui détient le record de longévité à la tête du gouvernement japonais, qu'il a dirigé de 1964 à 1972). Hiraoka bénéficie alors du fait qu'il soit le seul candidat de l'opposition non-communiste, et l'emporte assez largement sans arriver toutefois à la majorité absolue en nombre de voix : 109 647 votes et 47,49 % des suffrages exprimés, contre 97 355 bulletins (44,29 %) à Shinji Satō. Il est réélu confortablement lors des législatives suivantes du 9 novembre 2003, face au même adversaire, avec 109 647 voix (51,61 %) contre 91 087 (42,87 %) à Satō.
Aux élections législatives du 11 septembre 2005, marquées par une très nette victoire du PLD portée par la personnalité et la popularité de son chef réformateur Jun'ichirō Koizumi, Hideo Hiraoka est battu de peu par un « Assassin » (刺客, Shikyaku) libéral-démocrate (nom donné aux jeunes candidats, particulièrement fidèles au Premier ministre et à son programme de réforme, avancés lors de ce scrutin par le parti majoritaire afin de conquérir les circonscriptions de l'opposition), Yoshihiko Fukuda (35 ans). Celui-ci ne devance Hiraoka (qui totalise 103 734 votes, soit 46,82 % des suffrages) que de 588 voix et 0,27 points. Il est toutefois réélu député grâce à la proportionnelle, en troisième position (et première éligible, les deux premiers ayant conservé leurs circonscriptions au vote majoritaire) de la liste démocrate dans le bloc législatif de Chūgoku qui a obtenu 1 196 971 voix (28,59 %) et 3 des 11 sièges à pourvoir.
Hideo Hiraoka ne doit pas attendre longtemps pour reconquérir sa circonscription. En effet, Yoshihiko Fukuda choisit d'abandonner son mandat de député le 22 janvier 2008 pour briguer la mairie d'Iwakuni (à laquelle il est élu le 10 février). Par conséquent, une élection partielle est organisée le 27 avril suivant pour pourvoir le siège laissé vacant dans le 2e district de Yamaguchi. Hiraoka s'y présente à nouveau, avec l'investiture du PDJ et le soutien du Parti social-démocrate (PSD), tandis que, pour la première fois depuis la création de la circonscription en 1996, aucun candidat du Parti communiste japonais (PCJ) n'est avancé. Le contexte est donc cette fois-ci totalement en sa faveur : il n'a face à lui qu'un seul adversaire, le libéral-démocrate Shigetarō Yamamoto. Celui-ci n'a pas les mêmes avantages qui avaient porté Yoshihiko Fukuda en 2005 (son jeune âge, le fait qu'il était déjà connu sur la scène politique locale en étant élu à l'Assemblée préfectorale, et la popularité du Premier ministre de l'époque, Jun'ichirō Koizumi) : en effet, Yamamoto est plus âgé que Hiraoka (59 contre 54 ans), n'a jamais eu de mandat électif auparavant et est donc assez inconnu du public et doit jouer avec l'impopularité grandissante du gouvernement désormais dirigé par Yasuo Fukuda (l'opposition au PLD, emmenée par le PDJ, a d'ailleurs gagné la majorité à la Chambre des conseillers, la haute assemblée de la Diète, en 2007). Hiraoka retrouve alors assez facilement son siège avec un score plus élevé que son précédent record obtenu en 2003, à savoir 116 348 voix (55,21 %).
Il obtient un cinquième mandat aux élections législatives du 30 août 2009, qui voient sur le plan national une très nette victoire pour le PDJ qui obtient à lui seul la majorité absolue à la Chambre des représentants. Il réunit sur son nom 117 571 votes (51,65 %), contre 105 940 (46,54 %) au même candidat PLD qu'en 2008, Shigetarō Yamamoto.
Hideo Hiraoka est, depuis 1996, le seul parlementaire démocrate élu dans la préfecture de Yamaguchi : les députés des trois autres circonscriptions et les deux conseillers qui la représentent sont tous issus du PLD (dont des poids lourds de ce parti, comme Shinzō Abe, Premier ministre de 2006 à 2007, dans le 4e district, ou Masahiko Kōmura, plusieurs fois ministre des Affaires étrangères et chef de faction, dans le 1er). Son poids politique dans sa circonscription se trouve renforcé avec l'accession à des mandats locaux de plusieurs de ses anciens collaborateurs : Kentarō Ihara (l'un de ses responsables de permanence de 2003 à 2008) qui est élu maire de la ville de Yanai en mars 2009, Yoshifumi Morito qui est conseiller municipal de Hikari (dont il est président de la commission de l'économie environnementale) ou encore Hiroshi Koga à Kawamatsu. Son candidat à la mairie de Hikari en octobre 2008, Tatsuo Kawamura, pour qui il s'est fortement investi en faisant même venir des poids lourds du parti pour le soutenir (comme Naoto Kan), est toutefois battu par l'indépendant Hiroshi Ichikawa, récoltant 32,3 % des suffrages exprimés contre 40,8 %.

## Ascension au sein de l'opposition

### Un partisan de Naoto Kan
Au sein du PDJ, il devient un partisan de Naoto Kan, l'un des fondateurs historiques du parti dont il fut le premier président de 1996 à 1999. Il est ainsi membre de la faction de ce dernier, officiellement baptisée « Comité de recherche sur la structure du pays » (国のかたち研究会, Koku-no-katachi kenkyūkai). Il fait partie des parlementaires qui l'investissent pour les élections à la présidence du mouvement du 23 septembre 2002 (que Kan perd de peu, à 12 voix près, au second tour face au sortant Yukio Hatoyama), du 10 décembre de la même année (provoquée après la démission forcée de Hatoyama, Kan l'emporte cette fois assez largement face à Katsuya Okada), du 7 avril 2006 (il est alors assez nettement battu par Ichirō Ozawa). Pour les autres scrutins présidentiels auxquels Naoto Kan se présente (en 2005, en juin et en septembre 2010), Hiraoka, s'il ne fait pas partie des signataires de son acte de candidature, reste l'un de ses principaux soutiens.

### Un spécialiste des questions judiciaires
Hideo Hiraoka, diplômé en droit et avocat, s'intéresse tout particulièrement aux questions de politique judiciaire. Il est d'ailleurs « ministre suivant de la Justice » à deux reprises au sein du « Cabinet suivant » (次の内閣, Tsugi no naikaku) ou Next Cabinet (ネクスト・キャビネット, Nekusuto Kyabinetto), le contre-gouvernement du PDJ (ce qui lui vaut en parallèle d'être 1er directeur, l'équivalent d'un vice-président, de la commission des Affaires judiciaires à la Chambre des représentants) : une première fois de manière éphémère du 3 octobre au 13 décembre 2002 en étant nommé par Yukio Hatoyama (chargé de contrer son homologue libérale-démocrate du gouvernement de l'époque, Mayumi Moriyama), et la seconde fois du 26 septembre 2006 au 31 août 2007 sous la présidence d'Ichirō Ozawa (ayant à ce moment face à lui Jinen Nagase au sein du Cabinet officiel). Entretemps, il est « vice-ministre suivant de la Justice » du 20 septembre 2005 au 26 septembre 2006, secondant alors Keiko Chiba, autre spécialiste de ce secteur politique au sein du PDJ et ancienne socialiste, dans le « Cabinet suivant » de Seiji Maehara puis le premier d'Ichirō Ozawa.
Il soutient également en juin 2004 une proposition de loi, lancée par la Ligue parlementaire japonaise contre la peine de mort (présidée par Shizuka Kamei, à l'époque cadre du PLD), visant à créer une commission ad hoc au sein de la Diète afin de discuter de la peine capitale. Bien que déclarant voir « de nombreux problèmes s'opposant à une abolition en elle-même », Hiraoka estime que la tendance mondiale à l'abandon de ce type de peine oblige le Japon à suspendre les exécutions de condamnés à mort et à lancer un débat national sur la question par le biais d'une commission parlementaire. C'est un partisan de l'extension du droit de vote aux élections locales aux résidents étrangers, notamment aux Zainichi (Coréens).[réf. nécessaire]
D'autre part, il est aussi amener à occuper des fonctions au sein de l'opposition dans d'autres domaines, surtout en rapport aux finances du fait de son passé de haut fonctionnaire au ministère du Trésor. Il a ainsi été également :
- « vice-ministre suivant du Territoire, des Infrastructures et des Transports », aux côtés de Shinji Tarutoko, dans le troisième Cabinet suivant de Yukio Hatoyama du 8 septembre 2001 au 3 octobre 2002,
- « vice-ministre des Finances », secondant successivement Hirohisa Fujii puis Yoshihiko Noda, dans ceux de Naoto Kan puis de Katsuya Okada du 11 décembre 2003 au 20 septembre 2005 (il est chargé tout particulièrement du Budget à partir du 13 septembre 2004).
- « vice-ministre de la Politique économique et fiscale », aux côtés d'Akihiro Ōhata, dans le cinquième et dernier Cabinet suivant de Yukio Hatoyama du 19 mai au 16 septembre 2009.

### Pacifisme et antimilitarisme
Mais Hideo Hiraoka se fait surtout remarquer au sein de l'opposition, et à l'égard de l'opinion publique, pour ses positions en matière de politique étrangère et de sécurité, allant dans le sens du pacifisme, du rejet de toute réforme de la Constitution, du désarmement (notamment nucléaire), de l'amélioration des relations diplomatiques avec les voisins du Japon (même la Corée du Nord) et de la réduction de la présence militaire américaine dans l'archipel. Il se rapproche en cela de l'aile gauche du PDJ, incarnée notamment par le groupe des anciens socialistes, et du PSD.
Fermement attaché à l'article 9 de la Constitution, qui établit la renonciation à la guerre du Japon, Hideo Hiraoka participe à la création le 2 août 2004 - avec une cinquantaine d'autres parlementaires pour la plupart membres des groupes Kan ou des anciens socialistes, et ayant exercé trois mandats ou moins - du « Comité des Libéraux » (リベラルの会, Riberaru-no-kai). Cette nouvelle faction, initialement menée par Yukio Ubukata, défend le maintien de la nature pacifiste de l'État japonais tout en acceptant l'existence des Forces japonaises d'autodéfense (FAD) dans un rôle très limité de « défense uniquement » (専守防衛, Senshu Bōei) du territoire japonais et de ses citoyens. Elle propose également une politique étrangère centrée sur l'ONU et la résolution des conflits par la négociation et la diplomatie. Hideo Hiraoka finit par en prendre la coprésidence, avec Shōichi Kondō, à partir de 2005 (Yukio Ubukata ayant perdu son siège de député cette année-là), et est l'un des principaux parlementaires démocrates à s'opposer aux déclarations faites en septembre 2005 par Seiji Maehara, tout juste élu président du parti, en faveur d'une révision de la Constitution afin de reconnaître au Japon le droit de recourir à une « auto-défense collective »,. Le « Comité des Libéraux », dit aussi « groupe Hiraoka-Kondō », reste toutefois l'une des plus petites composantes du PDJ, avec à peine une vingtaine de parlementaires membres dont la plupart (à commencer par Hiraoka) restent membres des factions Kan ou des ex-PSJ.
Député d'une circonscription contenant l'une des plus importantes bases militaires américaines du Japon, la Marine Corps Air Station (MCAS) d'Iwakuni, il s'est opposé en 2008 au projet de déménagement (prévu pour 2014) du Carrier Air Wing (CVW) 5 de la Naval Air Facility (NAF) Atsugi située dans les villes de Yamato et Ayase dans la préfecture de Kanagawa vers Iwakuni. Cette question a été vue par les analystes politiques comme l'un des facteurs de sa victoire à l'élection législative partielle d'avril 2008,. Il défend également fermement la révision de l'accord nippo-américain de 2006, qui prévoit de déménager une partie de la MCAS Futenma de Ginowan (devant être fermée) à l'intérieur de l'île d'Okinawa, vers la ville de Nago (les opposants à ce plan, dont Hiraoka, souhaitant voir la totalité des soldats de la base quitter la préfecture d'Okinawa, voire le Japon).
Hiraoka appelle de plus à renforcer la coopération du Japon avec ses voisins asiatiques et à privilégier la négociation pour régler les tensions qui secouent la région, notamment dans la péninsule coréenne. Il est membre de l'Union des parlementaires Japon-Corée (日韓議員連盟, Nikkan Giin Renmei), le groupe d'amitié de la Diète du Japon avec la Corée du Sud et du Groupe d'étude sur les problèmes de la péninsule coréenne (朝鮮半島問題研究会, Chōsen-hantō mondai kenkyūkai) créé en février 2008 par des élus du PDJ ou de partis associés voulant favoriser la négociation. Il participe le 3 octobre 2007 à une conférence d'urgences, aux côtés de membres du PSD, intitulée « Paix dans le Nord-Est asiatique et normalisation des relations avec la Corée du Nord - Arrêt des sanctions, dialogue et aide humanitaire ».
Opposant à la prolifération nucléaire, il devient à sa création en août 2006 le secrétaire (et donc numéro 2) du Groupe d'études sur le désarmement nucléaire du PDJ, présidé par Katsuya Okada. Il défend la création d'une « Zone libérée des armes nucléaires dans le Nord-Est asiatique », dite Northeast Asia Nuclear Weapon-Free Zone (NEANWFZ) en anglais.

## Membre des gouvernements démocrates

### Vice-ministre
Hideo Hiraoka obtient sa première expérience gouvernementale, sans encore être membre du Cabinet, dans l'administration de Naoto Kan du 8 juin 2010 au 2 septembre 2011.
Il est d'abord l'un des trois 1ers Vice-ministres du Bureau du Cabinet, ainsi que directeur général de l'Unité de politique nationale, un organisme créé par le PDJ après son arrivée au pouvoir en 2009 et chargé de la planification et de la prospective politique essentiellement dans les domaines de la fiscalité, des finances publiques et du développement économique. Il le reste jusqu'au remaniement du 17 septembre 2010, et seconde à ce poste le Ministre d'État chargé de la Stratégie nationale, de la Politique économique et fiscale, des Consommateurs et de la Sécurité alimentaire Satoshi Arai. Naoto Kan ayant abandonné l'objectif initial de sa majorité de faire de cette entité un bureau gouvernemental à part entière doté d'un pouvoir de décision dans le processus de compilation budgétaire (celui-ci revenant alors plutôt à un groupe de poids lourds du parti composé de Kan lui-même, de son Secrétaire général du Cabinet Yoshito Sengoku, du ministre des Finances Yoshihiko Noda et du président du Comité de recherche politique du PDJ Kōichirō Genba), Hideo Hiraoka définit ainsi le rôle de cette structure : « L'Unité de politique nationale servira de Brain Trust pour le Premier ministre. Il n'aura aucune autorité pour faire des ajustements parmi les ministères du gouvernement ».
Le 21 septembre 2010, Naoto Kan le fait changer de fonction et en fait l'un des deux 1ers Vice-ministres des Affaires intérieures et des Communications, aux côtés du ministre indépendant Yoshihiro Katayama. Après l'annonce par Naoto Kan en juin 2011 qu'il démissionnerait bientôt (ce qu'il finit par faire le 28 août 2011), Hideo Hiraoka déclare vouloir se présenter à sa succession mais échoue à réunir les vingt signatures de parlementaires nécessaires pour valider sa candidature.

### Ministre de la Justice
Après l'élection pour succéder à Naoto Kan de Yoshihiko Noda, officiellement investi Premier ministre par l'empereur le 2 septembre 2011, celui-ci nomme Hideo Hiraoka ministre de la Justice. Lors de l'une de ses premières conférences de presse à ce poste, le 13 septembre 2011, il dit « considérer l'établissement d'une institution pour prendre en charge les délibérations et propositions nationales » à l'égard de la peine de mort, sous la forme d'un groupe d'études au sein de la Diète ou de son ministère. Il avait déjà déclaré peu de temps après sa nomination qu'il aurait des réticences à signer les ordres d'exécution des condamnés à mort, tout en admettant qu'il ne pourrait pas se défaire de ses responsabilités à l'égard des décisions de justice, adoptant une position similaire à deux de ses prédécesseurs, Keiko Chiba et Satsuki Eda. Il n'est pas reconduit lors du remaniement du 13 janvier 2012.

## Cadre du parti
Quelques jours après son départ du gouvernement, le 24 janvier 2012, il est nommé au sein de la direction du PDJ en tant que président de la commission des affaires générales. En avril 2012, il critique la décision prise le mois précédent par son successeur à la Justice, Toshio Ogawa, de signer l'ordre d'exécution de trois condamnés à morts (premières pendaisons à avoir lieu au Japon depuis 2010) et de dissoudre le groupe d'études sur l'évolution de la peine capitale.
En août 2012, il participe à la création d'un groupe de pression au sein du PDJ d'opposition à Yoshihiko Noda et baptisé « Conseil pour revitaliser le PDJ ». Il y retrouve l'ancien ministre de l'agriculture pro-Ozawa Masahiko Yamada, le partisan de Naoto Kan Satoshi Arai ou encore des proches de Michihiko Kano comme le député Takashi Shinohara. Ils critiquent notamment la plupart des grandes orientations prises par le gouvernement Noda en adoptant une position anti-TPP, anti-réforme fiscale (donc d'opposition à l'augmentation de la taxe sur la consommation) et anti-nucléaire. Pour l'élection à la présidence du PDJ de septembre 2012, il fait partie des parlementaires qui apportent leur investiture à la candidature de Michihiko Kano.
Le 29 octobre 2012, il prend la présidence de la commission des Affaires judiciaires de la Chambre des représentants, montrant toujours sa forte influence politique dans ce domaine. Toutefois, l'assemblée est dissoute le 16 novembre suivant. Hideo Hiraoka est l'une des victimes de l'importante défaite du PDJ lors des élections législatives anticipées du 16 décembre 2012, en n'obtenant que 53 493 voix et 28 % des suffrages exprimés, contre 105 760 votes et 55,4 % au libéral-démocrate Nobuo Kishi (jusqu'ici membre de la Chambre des conseillers).